# Leidersbach
Leidersbach er en kommune i Landkreis Miltenberg i Regierungsbezirk Unterfranken i den tyske delstat Bayern.

## Geografi
Kommunen består ud over Leidersbach, af landsbyerne , Ebersbach, Roßbach og Volkersbrunn og ligger cirka 10 kilometer syd for Aschaffenburg i Naturpark Spessart.

### Nabokommuner
- Hausen
- Heimbuchenthal
- Sulzbach am Main